# Zenona Kuranda
Zenona Teofila Kuranda (ur. 20 grudnia 1939 w Strumianach, zm. 6 listopada 2022 w Busku-Zdroju) – polska pielęgniarka, posłanka na Sejm PRL VII i VIII kadencji.

## Życiorys
W 1957 podjęła pracę w zawodzie pielęgniarki. Rozpoczęła studia matematyczne na Uniwersytecie Warszawskim, które przerwała. W 1966 wstąpiła do Polskiej Zjednoczonej Partii Robotniczej. W 1976 uzyskała mandat posłanki na Sejm PRL VII kadencji z okręgu Kielce. Zasiadała w Komisji Administracji, Gospodarki Terenowej i Ochrony Środowiska oraz w Komisji Zdrowia i Kultury Fizycznej. W 1980 uzyskała reelekcję w tym samym okręgu. Zasiadała w Komisji Administracji, Gospodarki Terenowej i Ochrony Środowiska, Komisji Zdrowia i Kultury Fizycznej, Komisji Polityki Społecznej, Zdrowia i Kultury Fizycznej oraz w Komisji Administracji, Gospodarki Przestrzennej i Ochrony Środowiska. W trakcie wykonywania mandatu posła ukończyła studia pielęgniarskie. Była przełożoną pielęgniarek w Zespole Opieki Zdrowotnej w Busku-Zdroju oraz pielęgniarką Terenowego Zespołu Opieki Paliatywnej w Busku.
Została pochowana na cmentarzu parafialnym w Busku-Zdroju.
Odznaczona Srebrnym Krzyżem Zasługi. W lipcu 2009 otrzymała Medal 90-lecia Polskiego Czerwonego Krzyża, a w 2019 nagrodę dla zasłużonej pielęgniarki.